# Worsley (Royaume-Uni)
Pour les articles homonymes, voir Worsley.

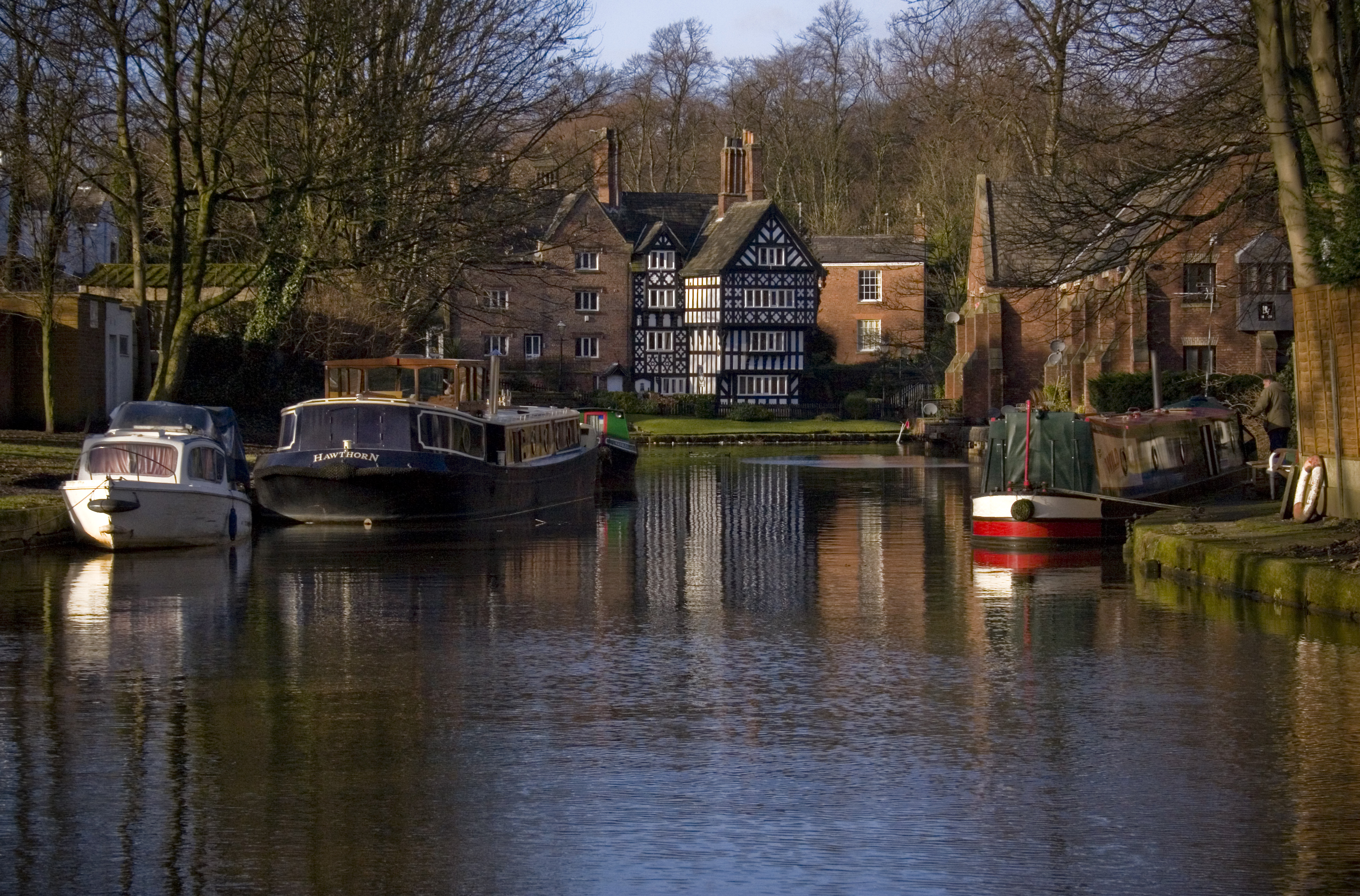
La canal de Bridgewater, à Worsley.

Worsley est une ville située dans le district métropolitain de la Cité de Salford, dans le Grand Manchester, en Angleterre. Elle se trouve à 9 km à l'Ouest de Manchester. Elle est traversée par l'autoroute M60 (en).
Faisant historiquement partie du Lancashire, Worsley présente des traces d'une occupation romaine et anglo-saxonne, et on y a retrouvé deux voies romaines. Lorsque le canal de Bridgewater est achevé en 1761, Worsley passe de l'état de petite ville industrielle à l'une des plus importantes villes dans l'industrie du coton, du fer, de la brique et du charbon. Elle connait une expansion d'autant plus forte après la Première Guerre mondiale et la Seconde Guerre mondiale, lorsque d'autres villes industrielles se développent dans la région.
Il est envisagé aujourd'hui d'inscrire Worsley sur la liste du liste du patrimoine mondial de l'UNESCO.